# Кремонский мир (1270)
Кремонский мир — мирный договор 1270 г. между Венецианской и Генуэзской республиками, положивший конец войне Святого Саввы.
Был заключён благодаря давлению со стороны Франции, Папства и королевства Сицилия, вынудивших республики заключить пятилетний пакт о ненападении.